# Oliva februaryana
Oliva februaryana is een slakkensoort uit de familie van de Olividae. De wetenschappelijke naam van de soort is voor het eerst geldig gepubliceerd in 2008 door Falconieri.